# Джованні Антоніо Скополі
Джова́нні Анто́ніо Ско́полі (італ. Giovanni Antonio Scopoli; 3 червня 1723 — 8 травня 1788) — знаний італійський (на той час тірольський і австрійський) натураліст, ентомолог, ботанік і хімік, який досліджував біорізноманіття Альп.

## Біографія
Народився 3 червня 1723 року у селі поблизу Кавалезе, що у Тіролі — сучасна Італія, а тоді Австрія, — у сім'ї адвоката. Здобув ступінь доктора медицини в Університеті Інсбрука, після чого практикував як лікар у Кавалезії та Венеції. Багато подорожував Альпами, де збирав ентомологічні та гербарні колекції.
Два роки пропрацював секретарем у єпископа з Секау, а після 1754 року почав лікувати хворих в Ідрії (сучасна Словенія). Він залишався у цьому містечку до 1769 року і в цей час опублікував свою відому працю «Отруєння ртуттю» (Італ. De Hydroargyro Idriensi Tentamina), де описав симптоми захворювань робітників з кіноварних копалень Ідрії. В цей же період свого життя він публікує огляди з ботаніки та ентомології Крайни (Карніолія): «Flora Carniolica», «Entomologia Carniolica», а також серію описів птахів з різних колекцій «Anni Historico-Naturales».
У 1769 здобуває звання професора професор хімії та металургії у Мінералогічній академії Шемніца (сучасна Словенія), згодом, у 1777 році університет переносять до Павії (Італія), де він знаходиться і досі. В університеті Скополі працює разом із Ладзаро Спалланцані над доказами про те, що життя не самозароджується, а живі істоти походять від інших живих істот. Згодом між колегами встановились неприязні стосунки. Лазаро Спаланцані був звинувачений у крадіжці експонатів з університетського музею, але був виправданий. Незабаром після цього Джованні Скополі помер від інсульту.
За свого життя Скополі багато листувався з Карлом Ліннеєм, був у курсі його досліджень, роботи над систематикою тварин і рослин. Великий шведський ботанік також проявляв зацікавленість роботами італійського колеги і ставився до нього з великою повагою. Втім, через велику відстань, яка поділяла двох натуралістів, вони жодного разу так і не зустрілися.

## Публікації
- Methodus plantarum (1754);
- Flora Carniolica (1760);
- Tentamina physico-chymico-medica (1761);
- De Hydroargyro Idriensi Tentamina (1761);
- Entomologia Carniolica Vindobonae, Trattner. (1763);
- Anni Historico-Naturales (1769-72);
- Principia mineralogiae (1772);
- Flora Carniolica exhibens plantas Carnioliae indigenas et distributas in classes, genera, species, varietates, ordine Linnaeano (1772);
- Fundamenta chemiae (1777);
- Introductio ad historiam naturalem, sistens genera lapidum, plantarum et animalium hactenus detecta, caracteribus essentialibus donata, in tribus divisa, subinde ad leges naturae. Prague. (1777);
- Fundamenta Botanica Praelectionibus publicis accomodata. Papiae, S. Salvatoris (1783);
- Dizionario di chimica del Sig. Pietro Giuseppe Macquer…Tradotto dal francese e corredato di note e di nuovi articoli… Pavia: printed at the Monastery of San Salvatore for G. Bianchi (1783-84);
- Deliciae Flora et Fauna Insubricae Ticini (1786-88);
- Rudimenta metallurgiae (1789).

## Таксони, названі на честь дослідника
- Рід рослин скополія, від якого походить назва алакалоїда скополаміна;
- Один з видів ранника Scrophularia scopolii;
- Жук вусач дубовий малий (Cerambyx scopolii);
- Жук вусач-коренеїд Скополі (Dorcadion scopolii).